# Floresta Nacional de Santa Rosa dos Purus
A Floresta Nacional de Santa Rosa dos Purus está localizada no estado do Acre na região norte do Brasil. O bioma predominante é o da Floresta Amazônica.
Tem uma área de 231.555,52 hectares . A Terra Indígena do Alto Rio Purus fica adjacente ao extremo leste do parque. Outros territórios indígenas adjacentes ou sobrepostas do parque são Kaxinawa Nova Olinda, Kulina do Igarapé do Pau, Kulina do Rio Envira, Riozinho do Alto Envira e Jaminawa/Envira. A última é mais contido dentro do parque.
A fronteira noroeste é definido pelo rio Envira, o rio Santa Rosa, que define a fronteira entre Brasil e Peru nesta região e flui em uma direção nordeste a alguma distância para o sul do parque e, em seguida, forma a fronteira por uma curta distância até que ele se junta ao rio Purus , o qual forma parte da fronteira antes de desembocar ao nordeste para Manoel Urbano.
O parque está no bioma amazônico. A vegetação é típica da floresta ribeirinha tropical, com a presença de orquídeas e bromélias.